# Callichiropsis
Callichiropsis is een geslacht van kreeftachtigen uit de klasse van de Malacostraca (hogere kreeftachtigen).

## Soort
- Callichiropsis spiridonovi Sakai, 2010